# Karl Anton
Karl Anton, nato Karel Anton (Praga, 25 ottobre 1898 – Berlino, 12 aprile 1979), è stato un regista, sceneggiatore e produttore cinematografico ceco.

## Biografia
Nato a Praga all'epoca dell'impero austro-ungarico, Karel Anton era figlio di Gisela e Wilhelm Anton, un professore di medicina. Studiò fino alla laurea in un istituto religioso. Fece quindi l'attore a Vienna, Linz e Praga e, durante la prima guerra mondiale, lavorò come documentarista. Nel 1920, iniziò la sua carriera dietro la macchina da presa come assistente alla fotografia e, nello stesso anno, diresse anche il suo primo film.
Nel 1923, fondò la Anton-Film, una compagnia di produzione che in seguito venne ribattezzata Sonor-Film. Nel 1931, all'avvento del sonoro, si stabilì a Parigi dove curò le versioni francesi di svariati film della Paramount, girando anche alcune commedie. Nel 1935, andò a vivere a Berlino dove lavorò per la Tobis-Filmgesellschaft.
Specialista del cinema d'intrattenimento, Anton raggiunse il culmine della sua carriera negli anni della seconda guerra mondiale, quando diresse alcune commedie musicali di successo e dei film noir. Fu uno dei registi di Ohm Kruger l'eroe dei Boeri, un film di propaganda per il quale girò le scene di massa. Il regista, che era anche sceneggiatore, scrisse Uomini nella tempesta, una pellicola che giustificava l'attacco tedesco alla Jugoslavia.
In seconde nozze, Anton sposò nel 1940 Ruth Buchardt-Hansen. Dal matrimonio nacquero due figlie.
Anton morì il 12 aprile 1979 a Berlino all'età di ottant'anni.

## Filmografia

### Regista
- Cikáni
- Poslední polibek
- Tu ten kámen (1923)
- Únos bankére Fuxe
- Do panského stavu
- Otec Kondelík a zenich Vejvara I.
- Pohádka máje
- Otec Kondelík a zenich Vejvara II.
- Tonka Sibenice (1930)
- Ein Mädel von der Reeperbahn
- Die Galgentonitonischka
- Aféra plukovníka Rédla
- Der Fall des Generalstabs-Oberst Redl
- Le Cordon bleu
- Die nackte Wahrheit (1932)
- Monsieur Albert (1932)
- Criez-le sur les toits
- Une petite femme dans le train
- Maquillage
- Simone est comme ça
- Al guinzaglio di Eva (Un fil à la patte) (1933)
- Le Chasseur de chez Maxim's
- Rien que des mensonges
- La resa del Sebastopoli (Weiße Sklaven) (1937)
- Ordine sigillato (Mit versiegelter Order) (1938)
- Ballerine intorno al mondo (Wir tanzen um die Welt) (1940)
- La stella di Rio (Stern von Rio) (1940)
- Ohm Kruger l'eroe dei Boeri (Ohm Krüger), regia di Hans Steinhoff (non accreditati, Anton e Herbert Maisch) (1941)
- Soltanto tu! (Immer nur-Du!) (1941)
- L'affare Styx (Die Sache mit Styx) (1942)
- Donna fra le belve (Die große Nummer) (1943)
- Die Wirtin zum Weißen Röß'l (1943)
- Kollege kommt gleich
- Die Hochstaplerin (1944)
- Il bolide d'argento (Der große Preis) (1944)
- Peter Voss, der Millionendieb (1946)
- Barry - La fiaccola della vita
- Ruf an das Gewissen
- Der große Fall
- Verlobte Leute
- Der Weibertausch
- Von Liebe reden wir später
- Die Rose von Stambul (1953)
- Der Vetter aus Dingsda
- Clivia
- Bonjour Kathrin
- Die Christel von der Post
- Viktor und Viktoria (1957)
- Der kühne Schwimmer
- Il vendicatore misterioso

### Sceneggiatore
- Uomini nella tempesta (Menschen im Sturm), regia di Fritz Peter Buch (1941)
- Peter Voss, der Millionendieb, regia di Karl Anton (1946)

### Produttore
- Die Hochstaplerin, regia di Karl Anton (1944)